# Otto Hörmann von Hörbach

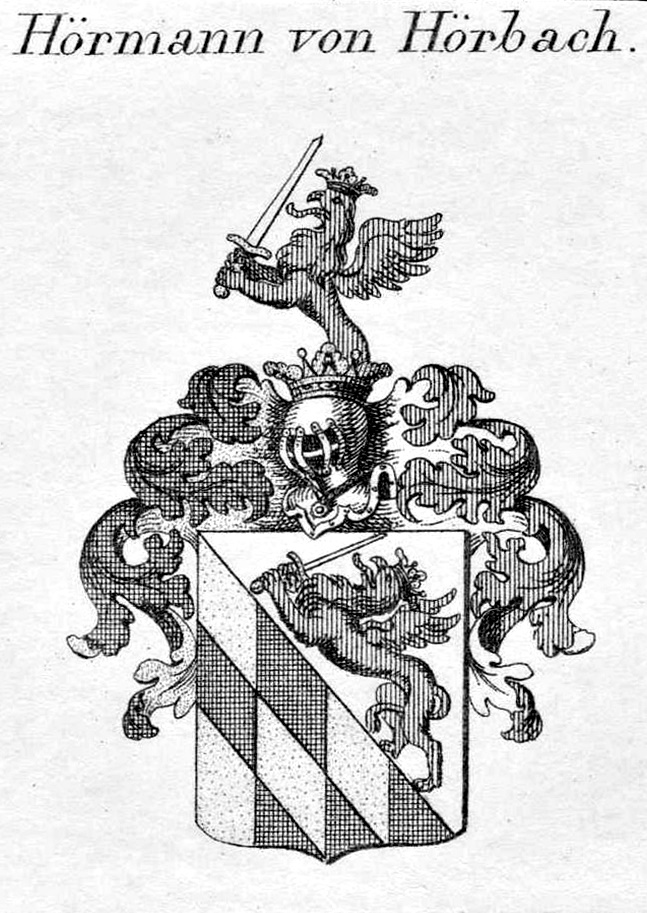
Familienwappen

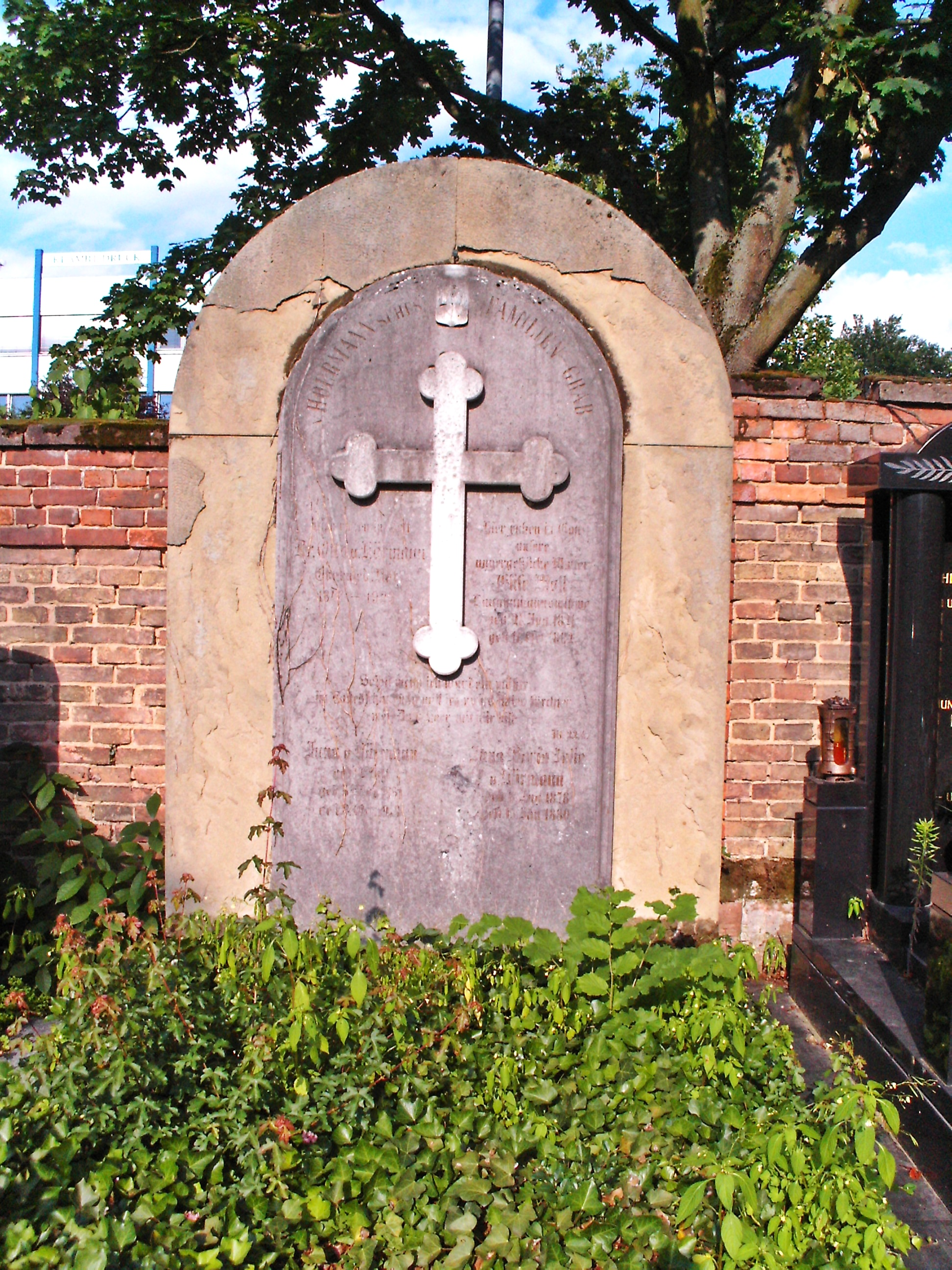
Grabstätte, Friedhof Speyer

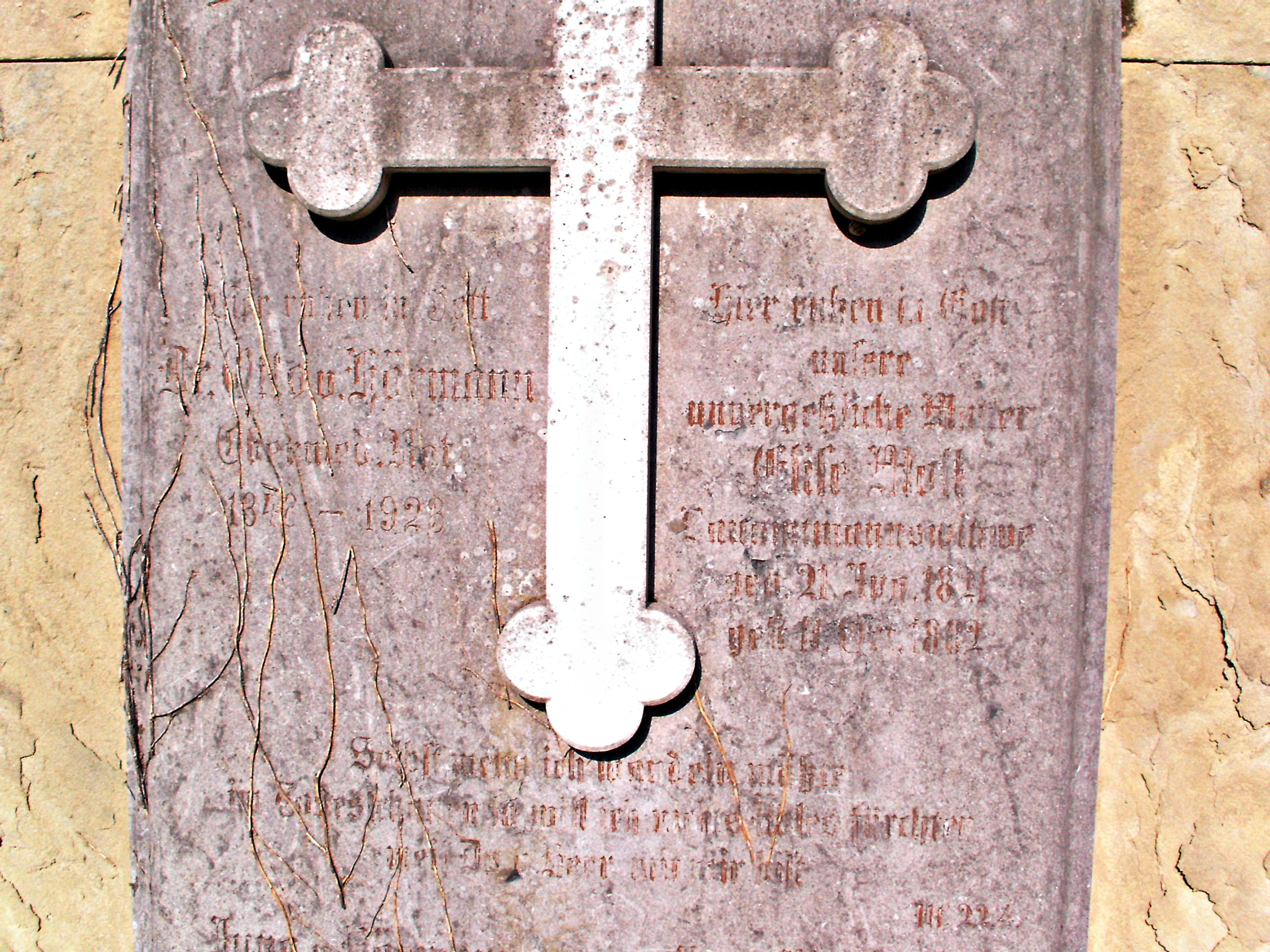
Grabinschrift

Otto Hörmann von Hörbach meist verkürzt auf Otto von Hörmann (* 4. März 1848 in Zweibrücken; † 15. Juli 1923 in Speyer) war ein bayerischer Adeliger und Mediziner.

## Familie
Die Hörmann von Hörbach sind ein Briefadelsgeschlecht aus Tirol, mit Adelsbrief von Kaiser Joseph II. für Johann Joseph Hörmann von Hörbach (1719–1796), datiert vom 11. März 1785. Er war der Ur-Urgroßvater Otto von Hörmanns. Der Eintrag in die Adelsmatrikel des Königreiches Bayern erfolgte 1814, nachdem Otto von Hörmanns Großvater Joseph Hörmann von Hörbach (1778–1852) aus Tiroler in bayerische Dienste übergetreten war.

## Leben und Wirken
Otto Hörmann von Hörbach wurde geboren als Sohn des in Zweibrücken amtierenden, bayerischen Appellationsgerichtsrates Goswin Hörmann von Hörbach (1810–1873) und dessen Gattin Julie Alwens (1823–1849) aus Speyer, Tochter des damaligen Regierungspräsidenten der Rheinpfalz, Franz Alwens (1792–1871). Sie starb jedoch schon 1849 und der Vater heiratete ihre Schwester Susanne Alwens (1828–1899). Diese erzog Otto von Hörmann als Stiefmutter und Tante. Nach dem Tod ihres Gatten (1873) widmete sie sich in München der religiös motivierten Armenpflege, wurde auf Anraten des Speyerer Bischofs Daniel Bonifaz von Haneberg Benediktinerin und starb 1899 als Schwester Lioba und Priorin des Klosters Frauenchiemsee. Auf sie geht die Gründung des Tochterklosters in Tettenweis zurück.
Otto von Hörmann studierte Medizin und promovierte 1871 mit einer Arbeit über den Hospitalbrand. Er wurde Assistent des Professors Max von Pettenkofer. Mit ihm kam er 1873 nach Speyer, als dort die letzte Choleraepidemie wütete. In der Bekämpfung der Seuche erwarb er sich damals große Verdienste; seine Berichte zum Epidemieverlauf liegen noch heute in der Pfälzischen Landesbibliothek vor (Signatur H 175).
Hörmann blieb in Speyer, der Heimat seiner Mutter bzw. Stiefmutter und amtierte von 1873 bis 1917 dort als Bezirksarzt. Er trug seit 1908 den Titel eines Medizinalrates, später eines Obermedizinalrates. In Anbetracht seiner Verdienste um die Stadt Speyer hat man die Doktor-von-Hörmann-Straße nach ihm benannt.
Der Arzt starb 1923 und wurde auf dem Hauptfriedhof Speyer beigesetzt. Das monumentale Grabmal ist dort erhalten, leider in einem ziemlich verwahrlosten Zustand (2012).
Otto von Hörmann war verheiratet mit Anna Moll aus Kandel (1851–1919). Ihre Tochter Julie Elisabeth (* Speyer 1876) heiratete 1896 Gustav von Heydenaber, bayerischer Generalleutnant und Kommandeur des 19. Bayerischen Infanterie-Regiments in Erlangen, bzw. der 10. Königlich Bayerische Infanterie-Brigade.
Winfried Hörmann von Hörbach (1821–1896), bayerischer Staatsminister, war Otto von Hörmanns Onkel (Bruder seines Vaters); sein anderer Onkel war der bayerische Landtagsabgeordnete Karl von Alwens (1820–1889), der Bruder seiner Mutter und Stiefmutter. Karoline Roos, geb. Alwens, eine Schwester seiner Mutter bzw. Stiefmutter, wurde 1896 ermordet.